# Bombo (folclórico y popular)
Véase también: bombo legüero y tambora dominicana.

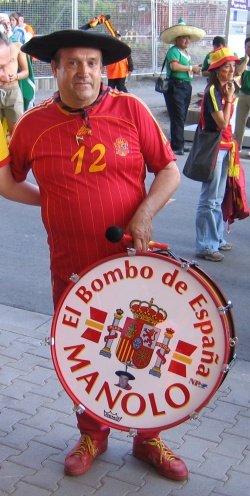
Manolo el del bombo, animador de fútbol, con un bombo.

Un bombo o tambora es un instrumento de percusión de la familia de los membranófonos de tipo cilíndrico. El ancho de su cuerpo, que puede ser de madera o metal, varía en espesor. Este tambor generalmente se posiciona en sentido vertical o en diagonal y se toca con un mazo más grueso que una baqueta de batería. Su introducción en América data desde de la migración de la península ibérica. A su vez, el bombo entró en Europa por medio de los turcos, con el tambor denominado davul. El bombo, en dimensiones más grandes, también pasó a la instrumentación de la música para orquesta (bombo orquestal), y en su versión de golpeo con un pedal, es parte fundamental de la batería.

## Tambora colombiana
La tambora o bombo colombiano es un membranófono de cuerpo de madera colocado sobre un soporte, y cuyos parches de cuero son ajustados mediante cuerdas. Se toca en la música del litoral de Pacífico, y es muy usado en el género de la cumbia tradicional. Además de golpes sobre el parche, se toca la parte de los aros de madera que fijan los parches.

## Bombo cubano
Es un membranófono usado en la conga de comparsa. Se coloca en forma diagonal y se percute con un mazo.

## Tambora mexicana
Existen dos tipos de tambora usada en música mexicana, la tradicional, que no lleva platillo y es usada en los conjuntos tamborileros del norte, violín y tambora y jaraberos, y la tambora usada en música regional mexicana, utilizada particularmente en bandas sinaloenses, tamborazos zacatecanos y grupos duranguenses. Posee un platillo instalado sobre el marco que se choca con otro platillo y un soporte para la tambora. Se percute con un mazo afelpado.

## Galería

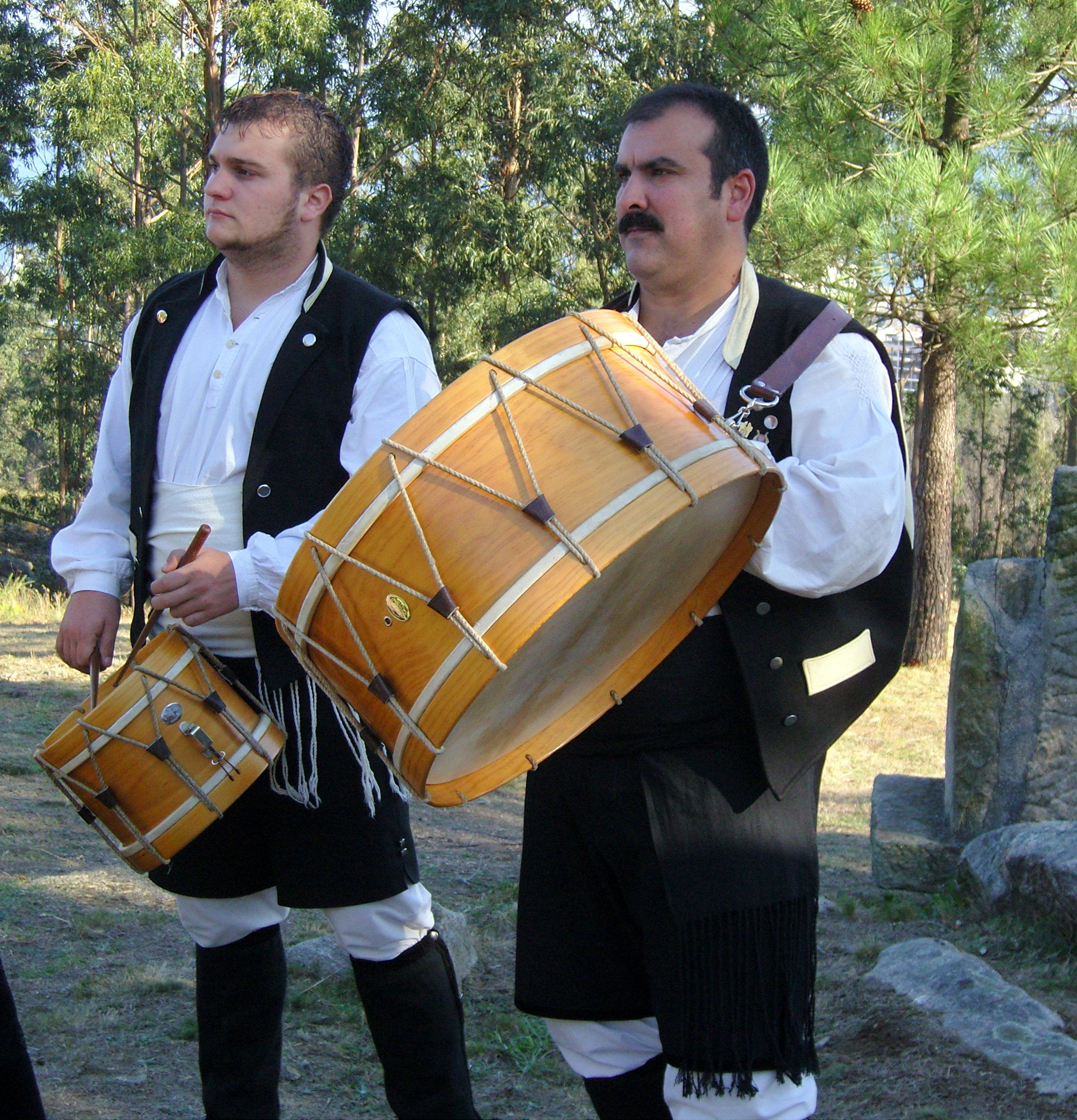
Bombo portugués
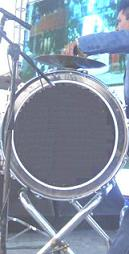
Tambora de banda de vientos mexicana
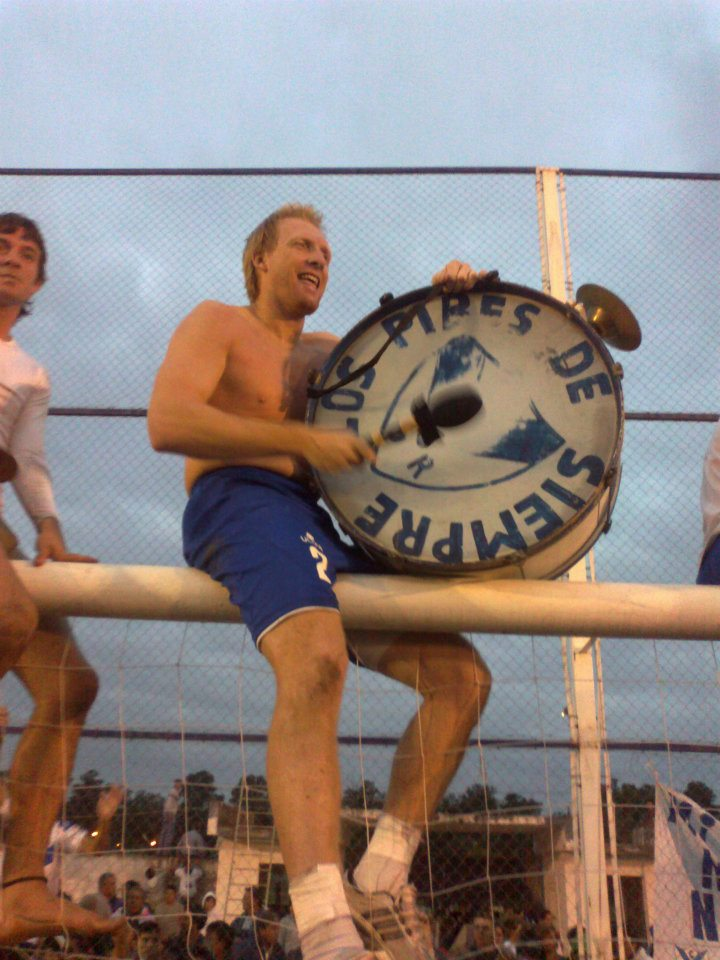
Futbolista argentino Lussenhoff tocando bombo en estadio
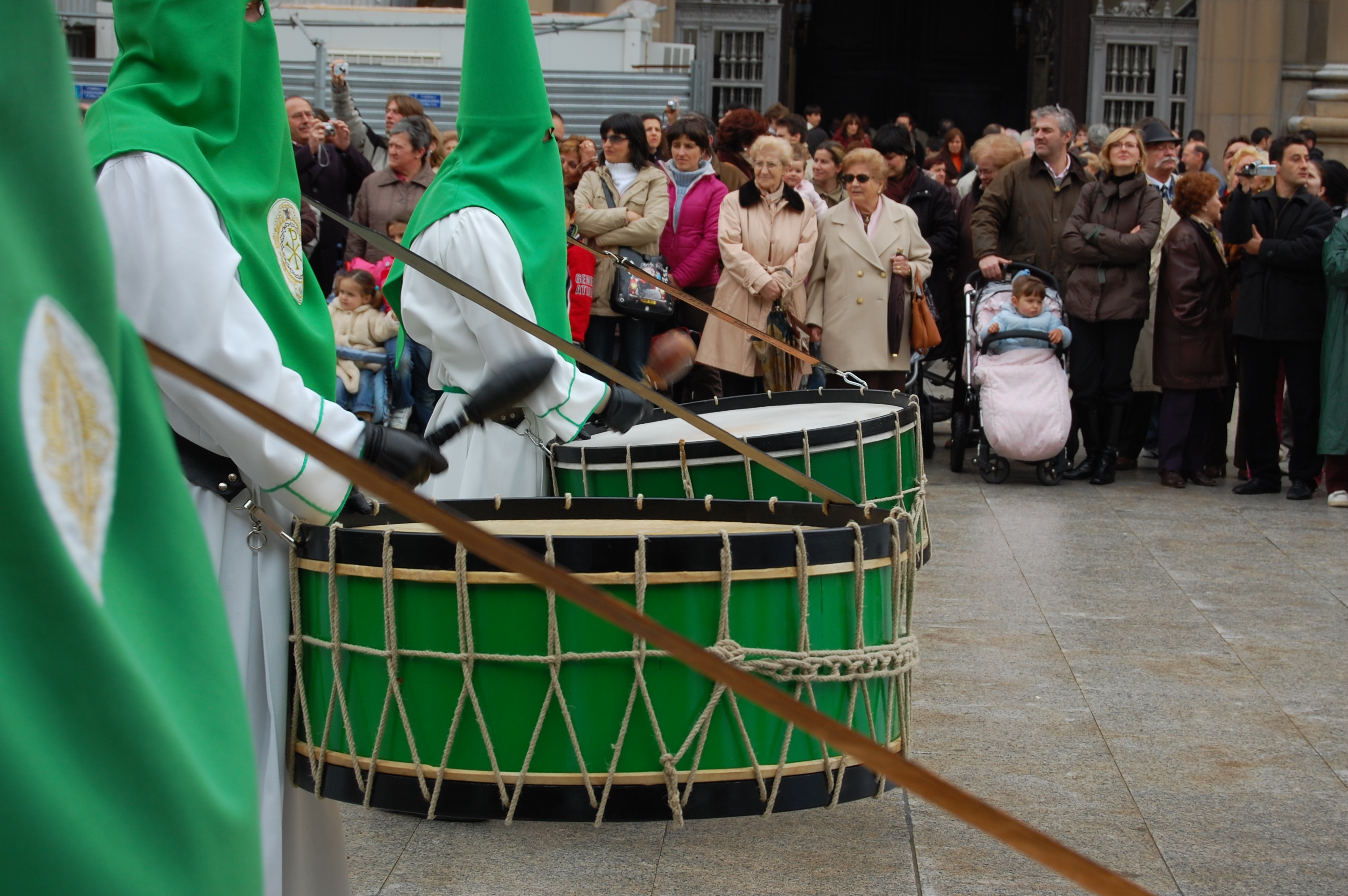
Bombo grande español en procesión